# Eidgenössisches Sängerfest 1850
Das 4. Eidgenössische Sängerfest fand am 28. und 29. Juli 1850 in Luzern statt. Insgesamt nahmen 1200 Sänger in 55 Vereinen teil. Organisiert wurde das Fest von der Harmonie Luzern (heute Luzerner Chor).
Als Festpräsident fungierte der Luzerner Regierungsrat Eduard Schnyder. Präsident des Preisgerichts war der bekannte Komponist Franz Xaver Schnyder von Wartensee, Festdirektor der Gesamtaufführung war der böhmische Dirigent Ernst Maschek.

## Rangliste
Die Preise wurden noch nicht einzelnen Chören, sondern Verbänden verliehen:
- 1. Preis: Männerchor Frohsinn St. Gallen
- 2. Preis: Stadtsängerverein Winterthur
- 3. Preis: nicht verliehen